# GStreamer
GStreamer es un framework multimedia libre multiplataforma escrito en el lenguaje de programación C, usando la biblioteca GObject. 
GStreamer permite crear aplicaciones audiovisuales, como de vídeo, sonido, codificación, etc. Por ejemplo, con GStreamer se puede reproducir música o realizar tareas más complejas como mezclar audio y vídeo. 
La función del núcleo de GStreamer es proveer un framework para complementos, flujo de datos y manejo/negociación de distintos tipos de medios. También provee una API para escribir aplicaciones.

## Historia y desarrollo
El proyecto fue fundado el año 1999 por Erik Walthinsen. Algunas de sus ideas fueron tomadas desde un proyecto de investigación desarrollado en la Universidad de Oregón. Gracias a la incorporación de Wim Taymans al proyecto, muchos aspectos del sistema fueron expandidos. Por supuesto, muchos otros desarrolladores a lo largo y ancho del planeta han contribuido para el buen camino de este proyecto. El logo fue diseñado por Brock A. Frazier. GStreamer recibe hospedaje en freedesktop.org, lo que de algún modo permite una mayor interoperabilidad entre distintos sistemas libres. La primera publicación importante fue la versión 0.1.0, que fue anunciado el 11 de enero de 2001.
Inicialmente fue adoptado por el proyecto GNOME, a partir de su versión 2.2, luego siguió su evolución y cada vez más aplicaciones lo utilizan.

## Características

### Multiplataforma
GStreamer, ha sido portado a variados sistemas operativos (Linux, MacOS, Windows, Solaris), procesadores (x86, SPARC, PPC, ARM) y compiladores (GCC, MS Visual Developer). Prueba de ello son otros dispositivos como el Nokia 770 y Nokia N800 (basados en la plataforma de desarrollo Maemo), los que hacen uso de GStreamer.

### Biblioteca de núcleo comprensiva
- Basado en GLib 2.0. haciendo uso de su diseño orientado a objetos y herencia.
- Biblioteca de núcleo liviana, menos de 150kb, cerca de 10k de código.
- Multi–hilos y pipelines triviales, transparentes al desarrollar.
- API limpia y simple, para desarrolladores de aplicaciones y complementos.
- Traspaso de datos extremadamente liviano significan baja latencia y alto rendimiento.
- Completo sistema de depuración.

### Arquitectura inteligente de complementos
- Carga dinámica de complementos.

#### Organización de complementos
- gst-plugins-base contiene el conjunto básico de complementos bien soportados
- gst-plugins-good contiene el conjunto de complementos bien soportados que usan licencias preferidas (libres) por los desarrolladores de GStreamer.
- gst-plugins-ugly contiene el conjunto de complementos bien soportados, pero, que podrían tener problemas para su libre distribución.
- gst-plugins-bad contiene el conjunto de aquellos complementos menos desarrollados que no han pasado las rigurosas pruebas de calidad de los desarrolladores.

### Herramientas de desarrollo extensivas
- Acceso a la API desde muchos lenguajes de programación, como: Python, Perl, Guile, Ruby y otros en desarrollo como: .NET, C++ y Java.

## Funcionamiento
GStreamer basa su funcionamiento en complementos, los cuales pueden proveer de Códecs o más funcionalidades.
Una excelente herramienta para entender cómo funciona GStreamer es gst-launch-version (por ejemplo gst-launch-0.10).
Si quisiéramos reproducir un archivo.mp3 podríamos usar desde una consola:
gst-launch-0.10 filesrc location="archivo.mp3" ! decodebin ! alsasink
En cierto modo, gst-launch es a GStreamer, como una consola es a UNIX.
Básicamente, el comando anterior, consiste en:
- gst-launcher-0.10 nombre del programa que usaremos, en su versión 0.10
- filesrc location="archivo.mp3" es la ruta del archivo en el que trabajaremos. Crea un elemento de la clase filesink.
- ! indica un enlace a. Es similar al enlace o pipeline | de las consolas UNIX.
- decodebin nos permite identificar el tipo de datos o archivo dado.
- alsasink en Linux nos permite conectar a nuestro sistema de sonido.

Para poder entender GStreamer debemos conocer los siguientes conceptos básicos orientados a él:
- Elements es la parte fundamental dentro de la Clase de objetos en GStreamer. Nos permite crear una cadena de elementos enlazados entre sí y lograr que los datos fluyan por ella. Un elemento tiene funciones específicas, como leer datos de un archivo, decodificar los datos o enviarlos a una tarjeta de sonido (u otro dispositivo). Colocando en una cadena distintos elementos, podríamos realizar tareas específicas, como reproducción o captura multimedia. GStreamer provee de una amplia colección de elementos. Si es necesario también puedes agregar otros por medio del desarrollo de complementos.

- Bins son contenedores para una colección de elementos. Son una subclase de element, por tanto puedes manejarlos como tal. Su utilidad está en, por ejemplo, cambiar el estado de todos los elementos de un bin cambiando solo el estado de aquel bin contenedor.

- Pipelines son bins de mayor nivel (top-level) o subtipos de bin.

- Pads son usados para negociar enlaces y flujo de datos entre elementos de GStreamer. Pueden ser de salida (source) o entrada (sink)

Con todos estos elementos puedes, por ejemplo:
- Transcodificar un audio MP3 a audio OGG
- Reproducir algún archivo de vídeo.
- Capturar en vivo con una cámara digital IEEE1394 compatible y guardar o subir un MPEG-2 stream

## Aplicaciones que hacen uso de GStreamer
- Banshee – Página oficial
- BMPx – Página oficial
- Buzztard – Página oficial
- Clementine – Página oficial
- GnomeBaker – Página oficial
- Goobox – Página oficial
- Jokosher – Página oficial
- JuK – Página oficial
- Kaffeine – Página oficial
- Listen – Página oficial
- Miro – Página oficial
- Muine – Página oficial
- Opera (solo en Linux, Unix)
- Pitivi – Página oficial
- Quod Libet – Página oficial
- Rhythmbox – Página oficial
- Songbird – Página oficial
- Sound Juicer – Página oficial
- Thoggen – Página oficial
- Totem – Página oficial
- Whaaw! Media Player – Página oficial